# The Blower's Daughter
"The Blower's Daughter" is een nummer van de Ierse muzikant Damien Rice. Het nummer verscheen op zijn debuutalbum O uit 2002. In september 2001 werd het nummer uitgebracht als zijn debuutsingle.

## Achtergrond
"The Blower's Daughter" is geschreven en geproduceerd door Rice zelf. Hij raakte geïnspireerd om het nummer te schrijven door een vrouw die hij aan de telefoon bij een callcenter ontmoette. Het nummer verkreeg bekendheid nadat het in 2004 werd gebruikt in de film Closer.
Op de single-cd van "The Blower's Daughter" verschenen, naast het nummer zelf, een demoversie en twee andere tracks: "The Professor & La Fille Danse" en "Moody Mooday". De single kende succes in het Verenigd Koninkrijk en Ierland, waar het respectievelijk op de plaatsen 27 en 38 in de hitlijsten kwam. Ook in Australië en Frankrijk werd de top 100 bereikt. In Nederland en Vlaanderen kwam het niet in de hitlijsten terecht. Wel staat het nummer in Nederland sinds 2014 in de Radio 2 Top 2000, waarin het in het eerste jaar op plaats 915 direct de hoogste notering behaalde.

## NPO Radio 2 Top 2000
| Nummer met noteringen in de NPO Radio 2 Top 2000 | '14 | '15 | '16  | '17  | '18  | '19  | '20  | '21-'22 | '23  | '24  |
| ------------------------------------------------ | --- | --- | ---- | ---- | ---- | ---- | ---- | ------- | ---- | ---- |
| The Blower's Daughter                            | 915 | 994 | 1090 | 1350 | 1702 | 1954 | 1925 | -       | 1839 | 1973 |

1. ↑  Een '-' betekent dat het nummer niet was genoteerd en een vetgedrukt getal geeft de hoogste notering aan.
2. ↑  2014 was het eerste jaar met een notering voor dit nummer.